# ポエ

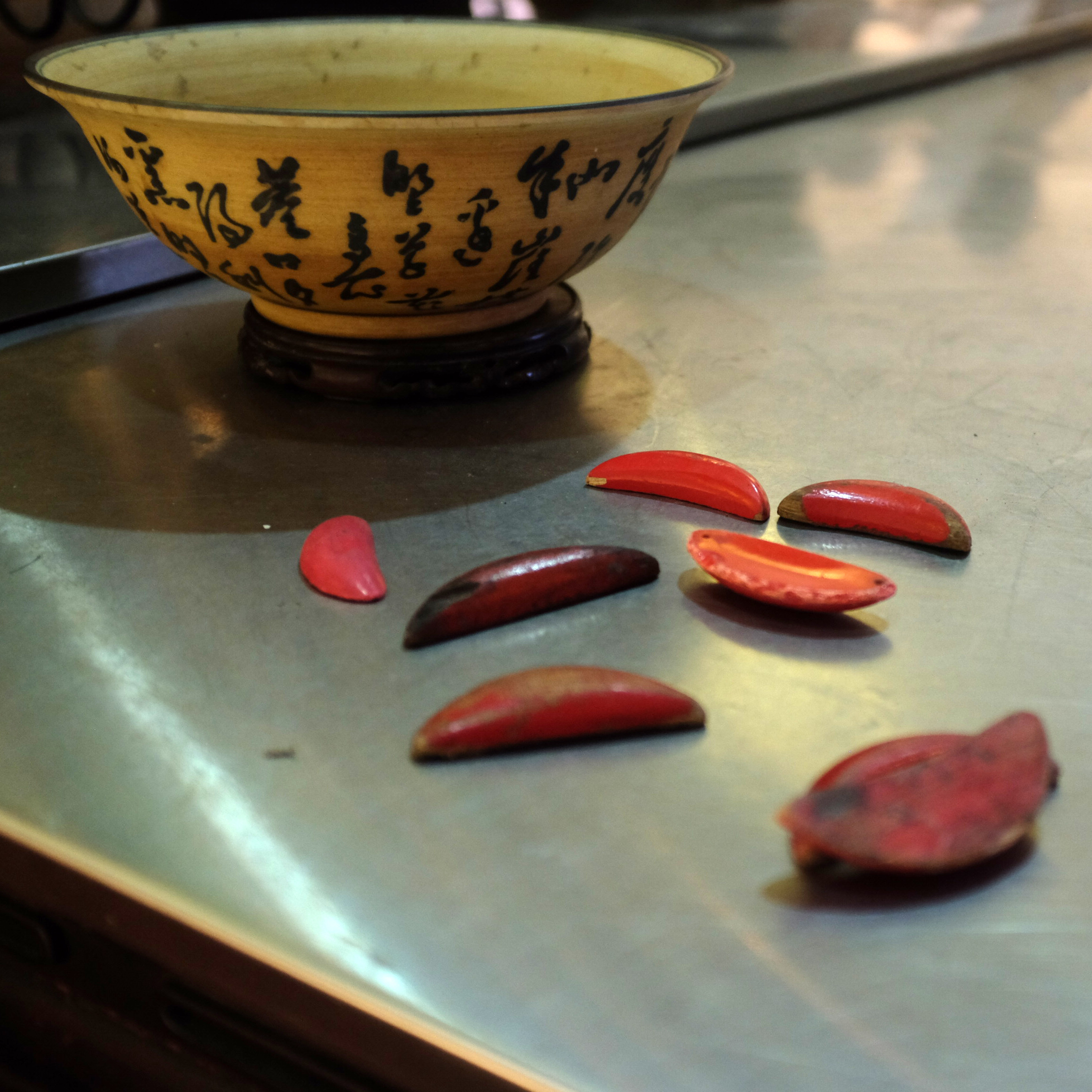
ポエ

ポエとは、道教やそれに関連する民間信仰において、おみくじや占い、神託を得るなどのために、落とすように投げて使う道具である。漢字では筊、珓、筶（日本語では『こう』と読む）という文字があてられる。ほかには杯珓（はいこう）とも表記され、日本の関帝廟サイトでは神筈（しんばえ）という表記も見られる。台湾や中国南部でよく行われるとされるが、窪徳忠はおそらく中国全土で行われていると考えているし、東南アジアの一部でも見られる。日本でも、例えば横浜中華街にある横浜関帝廟や横浜媽祖廟で行なわれている。

## 形状
ポエは三日月形に象られ、投げた時に表か裏が出るような造形となっている。表裏の片面は平たく、もう一方の面は丸みを帯びる。平らな面は陽、丸まった凸面は陰を表わす。材質について、台湾では木もしくは竹の根が用いられるが、泉州では竹の幹を使って作られているものが確認されている。唐代にはこの風習はあったようで、当時はハマグリの殻を使っていたそうである。

## 使用法
ポエは必ず2つ1組で投げて使用し、出目の組み合わせにより神意（場合によっては鬼や死者の意思）を占う。ポエを投げることを擲筶（てきこう）という。まず供物や線香を供える。その後で、神仙その他の意図を伺いたい相手に向かってその内容を唱えてからおもむろにポエを投げる。唱える内容については後述するように願い事でもよいし、質問でもよいが、得られる回答はYES/NO、OK/NGといった2択なため、それに則った内容とする。投げ方は、2つそろえてやや前方あるいは右斜め前方へ放るように落とす要領で行う。地面に落ちたあと、どのような出目が出たかを見る。2つとも同じ面が上を向いたら回答はNOでありNG、互い違いに上を向いたらYESでありOKとなる。この時、上を向いたのが平らな面2つ揃いであれば笑い（冷笑）を表し、丸まった面2つ揃いであれば回答者の怒りを表す。丸まった面と平らな面がそれぞれ出た場合のことを聖筶（シンポエ）といい、願いであればかなうであろうし、質問の答えであればYESということになる。NGであった場合でも諦めたらそこで試行終了となってしまうので、微妙に願いや質問を変えて再チャレンジしてもよい。どうしてもNGが続く場合は日を改めてまたやればよい。
これら出目の組み合わせと確率は以下の通り。上述のように陽は平らな面、陰は丸まった面である。
| A＼B | 陽面 | 陰面 |
| ---- | ---- | ---- |
| 陽面 | 笑   | 聖筶 |
| 陰面 | 聖筶 | 怒   |

- 聖筶の確率:{\displaystyle {\tfrac {2}{4}}={\tfrac {1}{2}}} （50パーセント）
- 笑の確率:{\displaystyle {\tfrac {1}{4}}} （25パーセント）
- 怒の確率:{\displaystyle {\tfrac {1}{4}}} （25パーセント）

このように、儀式としてはきわめて手軽なため一般人にも広く通用しているものの、得られる回答は仕組み上単純な 2択に限られるため、具体的な指示を得たり、複雑な伝達には向かないという側面があり、そういう場合にはタンキーなどに頼る必要がでてくる。

## ポエを使う局面の例
どういった場合に使うか、その具体例を以下に挙げる。何らかの神仙その他と関わる際には、ことあるごとに使用される。
- 願い事を唱えて、それがかなうか確認する[1]。
- おみくじを引いた後で、そのくじが正しいかを確認する。NGであったら再度おみくじを引き、ポエを投げる。くじは筮竹のような形状で番号が振ってあり、擲筶の結果OKの目がでたら該当の紙を受け取り、記載された内容を読むという流れ[1]。再チャレンジの回数については3回までと限定する資料もある[9]。1921年の『台湾風俗誌』（片岡巌著）では、ポエとくじ引きの順序が逆順で紹介されている[6]。すなわち、まず聖筶が得られるまで祈願と擲筶を繰り返し、その後で引いたくじが即確定となる。
- 葬式において死者を地獄から救い出すための儀礼「破地獄」の結果確認。遺族が擲筶し、うまく地獄から出られたかを問う。聖筶であれば儀式は成功したことになるので、うまくいかない場合は立ち合いの道士のとりなしのもと、何度も繰り返すことになる[5]。
- 墓参りなどで、死者の意思や質問の答えを得るために使う[5]。
- 祭りなど
  - イベントの日程を決める時に使う。祭りの期間はある程度決まっているので、その中のどれが良いかを伺う[10]。
  - 儀式における役割分担決め[11]。
  - 下願と返願の条件決め。下願とは神から得たい御利益で、返願とは御利益を得た場合の神への返礼となる供物などである[12]。
  - 祭りの規模について意見が対立したときの解決として。例えば不景気な局面において、節約しようという意見と、せめて祭りだけでも景気よくやろうという意見が対立して合意が得られない場合、神意にかこつけてジャッジするのである[13]。
  - 施餓鬼の最後に満足いただけたかの確認[5]。